# Puyo Puyo
Puyo Puyo (ぷよぷよ?, Puyo Puyo) è un videogioco rompicapo sviluppato nel 1991 da Compile per MSX2. Primo titolo della serie omonima, è stato convertito per numerose piattaforme. Il videogioco è ideato da Masamitsu "Moo" Niitani, fondatore della Compile. Basato su Tetris e Dr. Mario, il gioco comprende alcuni personaggi della serie JRPG Madou Monogatari, anch'essa sviluppata da Compile.

## Modalità di gioco
Lo scopo del gioco è quello di sconfiggere un avversario (umano o controllato dalla CPU) unendo gruppi di almeno quattro "Puyo" (questo il nome delle piccole creature) del medesimo colore, che scendono verticalmente dalla schermata; effettuando particolari combinazioni, nella schermata dell'avversario cadono dei puyo trasparenti (Ojama). Quando la schermata del giocatore è piena di puyo tanto da rendere il gioco impossibile il turno termina.

## Versioni
Puyo Puyo è stato pubblicato inizialmente nel 1991 per l'home computer MSX2, per poi essere seguito da una versione per Famicom Disk System (intitolata Puyo Puyo Disk Drive; una versione su cartuccia sarà pubblicata nel 1993). Queste versioni contengono due modalità di gioco: una "infinita" e una a "missioni" (ad esempio eliminare tutti i puyo su schermo con un numero limitato di pezzi).
Nel 1992 viene realizzata una versione arcade, pubblicata da SEGA, che introduce una modalità storia e una multiplayer. Questa versione è stata convertita per la maggior parte delle console (Super Nintendo, Mega Drive, Master System, Game Gear, Game Boy, PC Engine), ma non ufficialmente esportate in occidente: il primo titolo ad approdare negli Stati Uniti e in Europa è stato Dr. Robotnik's Mean Bean Machine (1993), versione per le console SEGA che ha protagonista lo storico nemico del celebre Sonic the Hedgehog. Del 1995 è invece Kirby's Ghost Trap (Kirby's Avalanche negli USA), versione per Super Nintendo che vede protagonista Kirby.
Altre versioni includono quella per N-Gage, dotata di alcune varianti, e un clone chiamato Super Foul Egg per Amiga, RISC OS, Apple IIGS e Java.